# Козлов, Леонид Васильевич
Козлов, Леонид Васильевич (род. 21.05.1939, Киев) — советский и российский художник-график, художник-постановщик на студии «Мосфильм», журналист. Лауреат премии Ленинского комсомола в области литературы, искусства, журналистики и архитектуры (1979). Иллюстрировал произведения отечественной и мировой классики, в частности, советские издания книг А. Конан-Дойла.

## Биография
Окончил Киевскую художественную школу (учился у педагогов Ю. Ятченко, А. Лопухов), поступил на графическое отделение Киевского государственного художественного института (ныне Национальная академия изобразительного искусства) — учился у В. Касияна, А. Пащенко, С. Якутовича. Затем переехал в Москву и продолжил образование во Всесоюзном (Всероссийском) государственном институте кинематографии (ВГИК), на художественно-декорационном факультете (у педагогов Ю. Пименова, И. Шпинеля, Л. Кулешова). Защитил диплом в 1965 году — диплом экспонировался на Всесоюзной выставке лучших выпускных работ художественных вузов за два года. Будучи студентом, получил приглашение (единственный со всего курса) от художника-постановщика Иосифа Шпинеля ассистировать ему в исторической двухсерийной картине «Год как жизнь».
В 1963 году был зачислен в штат киностудии «Мосфильм», где проработал более десяти лет в качестве художника-постановщика. Сотрудничал с ведущими режиссёрами страны: А. Роомом (1970 г., картина «Преждевременный человек»), Г. Рошалем (1965 г., картина «Год, как жизнь» и «Они живут рядом», 1968 г.), В. Герасимовым («Чёрт с портфелем», 1965 г.), В. Строевой («Сердце России» 1970 и «Чернышевский» — приостановленный руководством Госкино, 1971 г.), Л. Шепитько («Крылья» 1966 г.), Г. Данелией («Тридцать три», 1966 г.), В. Журавлевым («Дорога», 1970 г.), В. Монаховым («Непрошенная любовь», 1963 г.), М. Богиным («Двое», 1967 г., «Путь», 1990 г. — США).
С 1966 г. по 1974 г. также работал на фабрике «Рекламфильм», где выпустил плакаты к кинофильмам «Всадник без головы», «Ищу человека», «Цветы запоздалые», «Джамиля», «Надежда», «Молчание доктора Ивенса», «Сакко и Ванцетти», «Приваловские миллионы» и др.
Автор 11 альбомов. Им впервые проиллюстрирована речь В. И. Ленина «Задачи союзов молодежи» («Молодая гвардия», 1978, переиздание в 1987 г.), изотрилогия «Маркс. Энгельс — ученые, борцы, революционеры» («Советский художник» — 1968, «Изобразительное искусство», 1970—1971 гг,), «Эрнст Тельман» («Плакат», 1987 г.). «Интернационал — великий пролетарский гимн» («Изобразительное искусство», 1985 г.). «Учись быть первым!» — о 100 выдающихся представителях человеческой цивилизации («Дрофа» 2006, 2007 гг.), «Артур Конан Дойл. Холмс 10 000 рисунков» («Прогресс» 1994 г.) — первый из 7. Публикация не продолжилась, так как издательство было закрыто). «Холмс» (опубликовано 2 тома из семи намеченных в издательстве «Китони» , 2010 г.). Два альбома «Русское зарубежье. Великие соотечественники» (вышли в «Дрофе» 2010 г., затем в «Яузе» 2018, 2023 гг.) — о судьбах русской эмиграции в ХХ-ХХI веках. Закончил работу над третьим, заключительным томом-энциклопедии (находится в печати).
Президент Всемирного общества экслибристов Уильям Батлер выпустил книгу W. E. Butler. Leonid Kozlov. Bookplate Designs of a sherlokian в 120 экземплярах (1994 г., Копенгаген). Первый экземпляр был вручен английской королеве, поклоннице искусства экслибриса.
Иллюстрировал произведения отечественной и мировой классики — в серии мини-книг в приложении к журналу «Полиграфия» выпустил иллюстрированные сборники: Н. Анненский (1989 г.), М. Зощенко (1990 г.), Б. Пастернак (1990 г.), И. Бродский (1990 г.), В. Набоков (1989 г.), Р. Бернс (1998 г.), «Страницы немецкой поэзии» (1991 г.), Гете, Шиллер, Гейне (1993 г.), А. Кристи (1991), Д. Карнеги (1991 г.), Р. Брэдбери (1993 г.), А. Галич (1990 г.), братья Стругацкие (1991 г.) и др.
Книги «Йосиф и его братья» (из серии «Библейские сказания», «Панорама», 1993 г.), В. Войнович («Политиздат», 1972 г.), В. Чикин («Молодая гвардия», 1978 г.), Ж. Сименон («Панорама», 1993 г.), А. Пушкин (1994 г., «Орбита»).
Постоянный участник всесоюзных, республиканских, городских тематических выставок (с 1962 года по н. в.).
Персональные выставки в Москве (в Доме русского зарубежья, музее «Преодоление» (бывшем музее Н. Островского на Тверской, посольствах США (годовщина полёта Гагарина — в 2018 г. и юбилей авиаконструктора Сикорского — 2019 г., в музее В. В. Маяковского), Швейцарии (презентация альбома «Русское зарубежье» — в 2023 г.), Чехословакии, в ГМИИ им. Пушкина («К столетию Парижской коммуны», 1971 г.), а за границей — в Музее немецкой истории в Берлине, в центральной картинной галерее Карл-Маркс-Штадта в 1976 году, в Центре Помпиду в Париже (выставка детективной литературы Билипо), в Праге (в Пражской картинной галерее — совместный проект трех художников — Фредерик Лонге, Николай Жуков и Л. Козлов), в американском штате Джорджия, в музее дружбы двух армий СССР и США в годы Второй мировой войны — 2012 г., в Русском центре науки и культуры в Париже (в 2018 и 2023 г.).

## Членство, награды
Лауреат Премии Ленинского комсомола, дипломант Академии художеств РФ, действительный член АРС (Академии российской словесности), медалист ВДНХ и Пушкинской медали «Ревнителю просвещения», член Союза художников России, член Союза кинематографистов России, член Международного союза журналистов, почётный член «Общества Шерлока Холмса» в Париже.

## Работы

### Книги, альбомы
- ISBN 978-5-4465-3869-0 Козлов, Леонид Васильевич. В диалоге с памятью / Леонид Козлов. — Москва : Буки Веди, 2023-. Кн. 2. — 2023 (Москва). — 501 с. : ил.;
- ISBN 5-01-004396-3 Холмс : [Текст] : 10000 рис. : В 7 т. / Авт.-худож. Л. Козлов. — Москва : Изд. группа «Прогресс» : Культура, 1994-. — 30 см; Авантит. : Сэр Артур Конан Дойл
- ISBN 978-5-91679-011-5 Холмс : (по мотивам рассказов А. Конан Дойла) : [в 3 т.] / в иллюстрациях Леонида Козлова. — Москва : Panda books : КИТОНИ, 2010-. — 25 см. Т. 1. — 2010. — 655 с. : ил.;
- Козлов, Леонид Васильевич. Маркс. Молодые годы [Текст] : [Альбом] / [Вступ. статья Г. И. Серебряковой]. — [Москва] : [Сов. художник], [1968]. — 93, [6] с., 1 л. ил. : ил.; 30 см.
- Ленин, Владимир Ильич (1870—1924). Задачи союзов молодежи [Текст] : Речь на III Всерос. съезде Рос. Ком. Союза Молодежи 2 окт. 1920 г. : [Альбом] / [Худож. Л. В. Козлов]. — Москва : Мол. гвардия, 1978. — 224, [15] с. : ил.; 29 см + прил. (1 л. ил.), 2 грп.

и др.
- ISBN 978-5-9555-1166-5 Тихомиров, Олег Николаевич. Великие русские полководцы и флотоводцы./Художник-иллюстратор: Л. В. Козлов. — Москва: Дрофа Плюс, 2007.

### Фильмы и пр.
- Чёрт с портфелем

и др.